# Jowett Cars

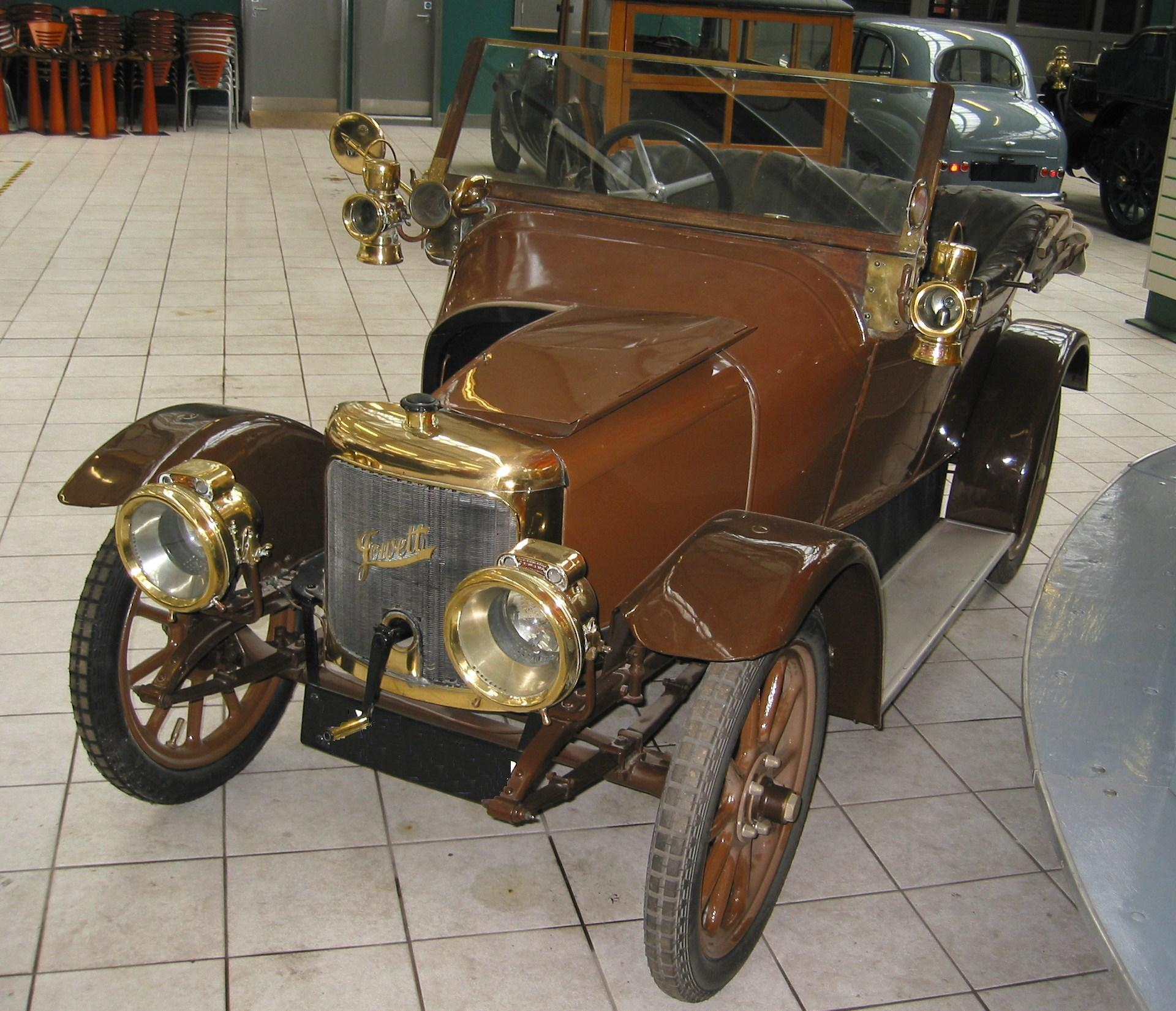
Jowett von 1914

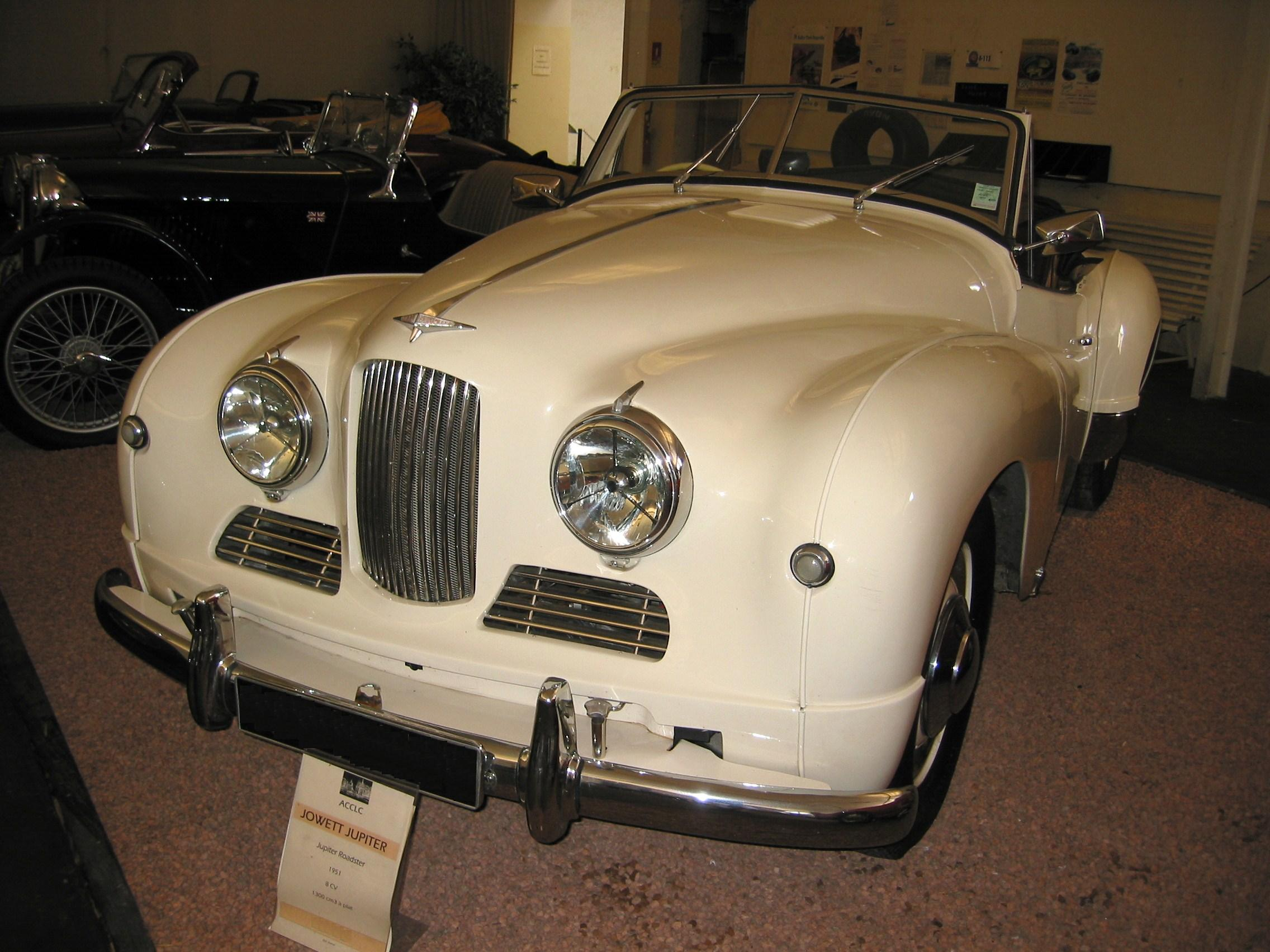
Jowett Jupiter von 1951

Jowett war ein britischer Hersteller von Automobilen.

## Unternehmensgeschichte
Das Unternehmen Jowett Motor Manufacturing Co Limited (ab 1919 Jowett Cars Limited) aus Bradford begann 1906 mit der Produktion von Automobilen. 1954 endete die Produktion.

## Fahrzeuge
Das erste Modell 6 HP gab es von 1906 bis 1914 und wurde mit einem Zweizylindermotor mit 816 cm³ Hubraum ausgestattet. 1914 folgte der 6/10 HP mit 831 cm³ Hubraum. Das Nachfolgemodell 8 HP mit dem gleichen Motor gab es von 1915 bis 1936. Etwas größer war das Modell 7/17 HP mit 907 cm³ Hubraum, das es von 1921 bis 1936 gab. 1937 erhielt der 8 HP einen größeren Motor mit 946 cm³ Hubraum, der 17 PS leistete.
Die Ära der Vierzylindermodelle mit Boxermotor begann 1936 mit dem 10 HP, den es bis 1939 gab. Der Motor mit 1166 cm³ Hubraum leistete 32 PS. Nach dem Zweiten Weltkrieg erschien der Prototyp Javelin Ten mit 1200 cm³ Hubraum. Im Serienmodell Jowett Javelin, das es zwischen 1947 und 1954 als viertürige Limousine gab, leistete der Motor aus 1486 cm³ Hubraum anfangs 50 PS, ab 1952 52,5 PS. Als Sportausführung erschien 1950 der Jowett Jupiter als Coupé und Roadster. Hier leistete der Motor zwischen 60 und 70 PS.
Fahrzeuge dieser Marke sind in vielen britischen Automuseen zu besichtigen.